# Nostra Signora di Coromoto in San Giovanni di Dio
Nostra Signora di Coromoto in San Giovanni di Dio (Lat. Dominae Nostrae de Coromoto apud S. Ioannem a Deo) ist die römisch-katholische Pfarrkirche der gleichnamigen Pfarrei im römischen Quartieri Q.XII. Gianicolense im Südwesten Roms.
Der Entwurf der Kirche stammte von dem Architekten Massimo Battaglini und wurde am 17. September 1978 eingeweiht.
Papst Johannes Paul II. bestimmte Nostra Signora di Coromoto am 25. Mai 1985 zur Titelkirche. Beim Konsistorium am 18. Februar 2012 wurde Nostra Signora di Coromoto dem neuernannten Kardinal Fernando Filoni als Titelkirche zugewiesen.

## Titelkirche
- Rosalio José Castillo Lara SDB (1985–1996; pro hac vice 1996–2007)
- vakant (2007–2012)
- Fernando Filoni (2012-), seit 28. Juni 2018 als Kardinalbischof pro hac vice.